# Seló ímeni Bábushkina
Seló ímeni Bábushkina (ruso: Село́ и́мени Ба́бушкина) es un pueblo (seló) de Rusia, capital del ókrug municipal de Bábushkin en la óblast de Vólogda.
En 2021, el pueblo tenía una población de 3842 habitantes.
Se ubica unos 30 km al sureste de Totma, sobre la carretera que lleva a Nikolsk.

## Historia
El pueblo era conocido desde la época medieval como "Ledengskoye" (Леденгское). Se desarrolló desde el siglo XV como punto de extracción de las salinas del río Ledenga. En el siglo XVII estuvo deshabitado durante un tiempo por el abandono de la extracción de sal, figurando en los registros como un pogost abandonado, pero posteriormente la extracción de sal se recuperó. En 1841 se descubrieron aguas medicinales en la zona, que desarrollaron el pueblo como un asentamiento de balneario. Uno de los clientes más famosos del balneario fue el ingeniero Ilia Chaikovski, padre del compositor Piotr Ilich Chaikovski. Ilia Chaikovski contribuyó al desarrollo del asentamiento, y el colegio del pueblo lleva su nombre.
Ilia Chaikovski no fue el único ingeniero que se asentó en la localidad. Durante varias décadas, ingenieros de todas partes de Rusia ensayaron en Ledengskoye técnicas de perforación, con las que llegaron a extraer salmuera a profundidades de quinientos metros. El desarrollo que llevaron a cabo los ingenieros hizo que se estableciera aquí en 1881 la sede de una vólost, en el uyezd de Totma de la gobernación de Vólogda. En una familia de ingenieros nació aquí en 1873 Iván Bábushkin, revolucionario bolchevique que fue fusilado en 1906 cuando intentaba establecer un gobierno revolucionario en Chitá. El pueblo adoptó el estatus de capital distrital en 1929, cuando se definieron los raiones del krai del Norte. En 1941, tanto el raión como el pueblo cambiaron su topónimo para recordar el lugar de nacimiento del revolucionario Iván Bábushkin. De hecho, el actual topónimo oficial del pueblo significa literalmente "Pueblo con el nombre de Bábushkin". Los vecinos del pueblo prefieren usar el topónimo acortado "Bábushkino" (Бабушкино), que es coloquial y solamente se usa con carácter oficial en la estación de autobuses.